# Przelewice (gmina)
Przelewice (do 17 IV 1950 gmina Brzesko) – gmina wiejska, położona w południowo-zachodniej części województwie zachodniopomorskim, w powiecie pyrzyckim. Siedzibą gminy jest wieś Przelewice.
Miejsce w województwie (na 114 gmin): powierzchnia 67., ludność 72.
Według danych z 31 grudnia 2017 roku gminę zamieszkiwało 5217 osób.

## Położenie
Gmina jest położona w południowo-zachodniej części województwie zachodniopomorskim, we wschodniej części powiatu pyrzyckiego.
Sąsiednie gminy:
- Lipiany, Pyrzyce i Warnice (powiat pyrzycki),
- Barlinek (powiat myśliborski),
- Dolice (powiat stargardzki).

Do 31 XII 1998 r. wchodziła w skład województwa szczecińskiego.
Gmina stanowi 22,4% powierzchni powiatu.

## Demografia
Dane z 30 czerwca 2004:
| Opis                              | Ogółem | Ogółem | Kobiety | Kobiety | Mężczyźni | Mężczyźni |
| --------------------------------- | ------ | ------ | ------- | ------- | --------- | --------- |
| Jednostka                         | osób   | %      | osób    | %       | osób      | %         |
| Populacja                         | 5273   | 100    | 2614    | 49,6    | 2659      | 50,4      |
| Gęstość zaludnienia [mieszk./km²] | 32,5   | 32,5   | 16,1    | 16,1    | 16,4      | 16,4      |

Gminę zamieszkuje 13,1% ludności powiatu.
- Piramida wieku mieszkańców gminy Przelewice w 2014 roku[1].

## Przyroda i turystyka
Gmina leży na Równinie Pyrzycko-Stargardzkiej i Pojezierzu Myśliborskim. Przelewice jest w większości gminą rolniczą. Przez północną część gminy przepływa rzeka Płonia dostępna dla kajaków. Na jej trasie leży duże jezioro Płoń. Tereny leśne zajmują 7% powierzchni gminy, a użytki rolne 79%.
W gminie wytwarzane są miody przelewickie – produkt regionalny.

## Komunikacja
Przez gminę Przelewice prowadzi droga wojewódzka nr 122 łącząca wieś Lubiatowo (10 km od Przelewic) z Pyrzycami (12 km) i Dolicami (11 km). Odległość z Przelewic do stolicy powiatu, Pyrzyc, wynosi 18 km.
Przelewice (stacja Przelewice Pyrzyckie) uzyskały połączenie kolejowe 22 sierpnia 1898, po wybudowaniu linii z Pyrzyc do Płońska. W 1954 linia została zamknięta dla ruchu pasażerskiego, w 1979 wstrzymano ruch towarowy, a w 1987 została rozebrana.
W gminie czynny jest 1 urząd pocztowy: Przelewice (kod 74-210).

## Zabytki
Na terenie gminy Przelewice występują liczne obiekty objęte ochroną konserwatorską: Są to m.in. obiekty sakralne, publiczne, budynki mieszkalne i gospodarcze.

## Administracja
W 2016 r. wykonane wydatki budżetu gminy Przelewice wynosiły 22,1 mln zł, a dochody budżetu 23,3 mln zł. Zobowiązania samorządu (dług publiczny) według stanu na koniec 2016 r. wynosiły 6,5 mln zł, co stanowiło 28,1% poziomu dochodów.
Sołectwa gminy: Bylice, Jesionowo, Kluki, Kłodzino, Kosin, Laskowo, Lubiatowo, Lucin, Płońsko, Przelewice, Przywodzie, Rosiny, Ślazowo, Topolinek, Ukiernica i Żuków.

## Miejscowości
WsieBylice, Gardziec, Jesionowo, Kluki, Kłodzino, Kosin, Laskowo, Lubiatowo, Lucin, Płońsko, Przelewice, Rosiny, Ukiernica i Żuków.
OsadyKarsko, Myśliborki, Przywodzie, Ślazowo, Topolinek, Wołdowo, Wymykowo
KolonieRutnica
PrzysiółkiCzartowo, Radlice
Części innych miejscowościOćwieka (część Kluk)

## Miasta partnerskie
- Woldegk